# Zrinski Topolovac
Zrinski Topolovac est un village et une municipalité située dans le comitat de Bjelovar-Bilogora, en Croatie. Au recensement de 2001, la municipalité comptait 1 000 habitants, dont 99,70 % de Croates et le village seul comptait 676 habitants.

## Localités
La municipalité de Zrinski Topolovac compte 3 localités : 
- Zrinski Topolovac
- Jakopovac
- Križ Gornji